# ジュゼッペ・メルカリ
ジュゼッペ・メルカリ（イタリア語:Giuseppe Mercalli、1850年5月21日 - 1914年3月20日）は、イタリアの火山学者、地震学者である。メルカリ震度階級を発案した。
ミラノに生まれた。カトリック教会の司祭に叙階され、すぐにミラノの神学校で自然科学の教授となった。しかし、聖職者アントニオ・ロズミーニを称える記念碑をおおやけに支持したため、自由主義者の疑いをかけられて職を追われた。
そのあと、メルカリはイタリア政府の後援によってドモドッソラで、次いでレッジョ・ディ・カラブリアで、最終的にはナポリ大学で教授の職に就いた。また、彼は終生ヴェスヴィオ火山観測所の所長であった。彼の教え子の一人にジュゼッペ・モスカーティがいる。
1914年3月20日、ミラノにて64歳で亡くなった。

## メルカリ震度階級
こんにちでは、メルカリが発案し、今なお使われているメルカリ震度階級によって彼の名前がよく知られている。メルカリ震度階級は、より有名なリヒターの指標（マグニチュード）とは異なり、実際に地震で解放されるエネルギーの大きさを測るものではない。また、気象庁が制定した震度のように、地震計を用いて計測されるものでもない。弱い地震の場合は体感をもとに、強い地震の場合は建物などへの損害をもとにして、メルカリ震度階級が判断される。つまり、それは地表に対する地震の効果がいかほどかを示すものである。
現実の人口点在地にはあまり適合しないが、多様な震動による損害の比較に対しては理想的な指標である。メルカリ震度階級はIからXIIの12段階に分かれている。Iの段階ではごく少数の人が気付くような微震だが、XIIの段階ともなれば壊滅的な損害を与える度合いであり、物体は空中に投げ出され、レンガ積みの建物がほとんど、あるいは全て倒壊してしまうほどである。